# Jean Tarchaniotès
Jean Tarchaniotès est un général byzantin au service de l'empereur Andronic II Paléologue. Arsénite, il est farouchement opposé aux tentatives d'union avec l'Église catholique. Exilé, il est rappelé par Andronic II. Ce dernier, contrairement à son père Michel VIII Paléologue, conduit une politique d'apaisement avec les anti-unionistes. Cependant, Jean est retrouvé en possession des joyaux de la couronne et d'insignes impériaux lors du synode d'Adramyttion. Accusé de conspiration, il est arrêté avant d'être libéré.
Appartenant à une famille de militaires, il arrive à point nommé pour lutter contre les incursions turques de plus en plus nombreuses dans l'Asie Mineure byzantine. En 1298, il obtient le commandement du secteur méridional des possessions asiatiques de l'Empire byzantin. Son prédécesseur, Alexis Philanthropénos, avait réussi à obtenir des résultats importants contre les Turcs mais, tentant de renverser Andronic, il avait été aveuglé. La situation des terres que doit défendre Jean est presque désespérée. Les campagnes sont désertées et seules les villes sont épargnées par les raids lancés par les différentes tribus turques de la région. Pourtant, il obtient de nombreux succès, et des renforts ainsi qu'une flotte lui sont envoyés.
Toutefois, les convictions religieuses de Jean ne sont pas appréciées par le patriarche de Constantinople qui refuse de lui apporter son soutien. De plus, ce dernier doit faire face à ses officiers mécontents d'obéir à un général qui vérifie scrupuleusement que la solde des soldats ne soit pas détournée par ces mêmes officiers. Il finit par être accusé de trahison et doit fuir à Thessalonique où il se réfugie auprès de l'empereur. Les généraux qui lui succèdent et qui font preuve d'un plus grand laxisme en matière financière n'obtiendront jamais les résultats de Jean contre les Turcs qui, après la bataille de Bapheus en 1302, réduisent considérablement les terres asiatiques de l'Empire byzantin.